# Trichoceroidea
Trichoceroidea là một liên họ côn trùng chỉ có 1 họ Trichoceridae.